# Union internationale des étudiants
Pour les articles homonymes, voir UIE et IUS.
L'Union internationale des étudiants ou UIE (en anglais, International Union of Students ou IUS) est une fédération de mouvements étudiants menée en sous main par l'Union soviétique pour infiltrer et contrôler l'ensemble des mouvements de jeunesse mondiaux au sortir de la Seconde Guerre mondiale. 
Créée à Prague le 17 novembre 1945, l'organisation prétendra regrouper plus de 5 000 000 étudiants. L'alignement sur l'Union Soviétique finira par éclater lors du Printemps de Prague en 1968, provoquant le retrait de nombreux mouvements occidentaux, qui créeront une structure concurrente, le Cosec. 
L'UIE sera un des principaux vecteurs de la propagande soviétique en Occident et permettra à l'URSS de prendre appui sur la jeunesse en Afrique et en Amérique du Sud. Dirigée de facto jusqu'en 1952 par Alexandre Chélépine qui deviendra chef du KGB, l'UIE formera et infiltrera de nombreux agents d'influence un peu partout dans le monde. Elle a été présidée pendant deux ans par Jacques Vergès avant qu'il ne rejoigne les militants du FLN algérien. La chute de l'Union soviétique a privé de ressources l'UIE qui survit désormais difficilement et n'a plus de rôle important.

## Historique de l'organisation
En 1945, la Confédération internationale des étudiants qui réunissait diverses organisations étudiantes d'avant guerre n'existait plus. 
À l'initiative des soviétiques une 
« Conférence mondiale de la jeunesse » se réunit à Londres en novembre 1945 qui débouche sur la création le 8 novembre de la Fédération mondiale de la jeunesse démocratique (FMJD). Son siège est à Paris, et son président, un Français, Guy de Boysson, futur dirigeant de la banque soviétique en France. 
Aussitôt après, un « Conseil international des étudiants » se réunit le 10 et le 11 novembre pour organiser sur le modèle précédent un « Congrès mondial des étudiants » qui s'ouvre à Prague, le 17 novembre 1945 dont l'objectif avoué est de créer une organisation parallèle à la FMJD visant spécifiquement les étudiants. 
Dans la conception communiste, la future Union internationale des étudiants envisagée est une « organisation de masse », c'est-à-dire un organisme qui doit canaliser la jeunesse étudiante vers les thèses de l'Union soviétique et le communisme. Selon les méthodes mises au point par Willi Münzenberg, le créateur de l'agit-prop soviétique en Occident, il faut laisser croire qu'il s'agit d'une organisation neutre et indépendante de l'URSS. La ville de Prague est choisie pour le siège de l'organisation car déjà dans la mouvance soviétique mais encore en apparence indépendante. 
La manœuvre est délicate car beaucoup d'organisations étudiantes ne sont pas communistes. L'UNEF, l'Union nationale des étudiants de France, souhaite plutôt revenir à l'organisation d'avant guerre. Bien sûr, au Congrès, elle est solidement encadrée par l'Union des jeunesses républicaines de France, mouvement de jeunesse communiste, et la Fédération française des étudiants catholiques noyautée également par les communistes[réf. nécessaire]. Mais les réticences qui s'expriment conduisent les soviétiques qui contrôlent l'opération à procrastiner. On installe à Prague un Comité préparatoire, dirigé par le même Grohman qui après l'entrée en guerre de l'URSS avait pris la tête à Londres d'un « Conseil international des étudiants » dont un des rôles était de célébrer l'assassinat le 15 novembre 1939 de Jan Opletal, pendu par les Nazis lors de l'occupation de l'université de Prague. 
En août 1 946 500 délégués plus ou moins représentatifs de 43 pays votent des résolutions d'étroite coopération avec la FMJD. Mais le caractère de faux-nez communiste de cet organisme est devenu un peu voyant à la suite des campagnes menées par cette organisation sur les thèmes classiques de la propagande soviétique d'avant guerre ; l'anti fascisme concentré désormais sur le régime de Franco, les immenses efforts de l'URSS pour la paix, et un thème renouvelé et actualisé: l'indépendance des anciennes colonies occidentales. Pour ménager les organisations non communistes, le second congrès de Prague décide que de n'être que « membre associé » et non pas « membre constituant » de la FMJD.

Sur ces bases 38 des 43 associations présentes votent la constitution de l'Union internationale étudiante dont le siège est à Prague.
« Il n'est pas vrai comme on le prétend aujourd'hui que l'UIE ait été à ses débuts une création libre. Ce qui est vrai est qu'il y avait en son sein des organisations dont, pleins d'illusions, les dirigeants croyaient qu'elle était libre ». 
À partir de cette date l'UIE se présentera comme « la plus grande organisation d'étudiants » en faisant apparaître des nombres d'étudiants affiliés gigantesques, du fait du rattachement de la Chine et de l'ensemble des pays sous influence soviétiques et de la fourniture de chiffres invérifiables mais manifestement impossibles. En 1950 le nombre d'organisations rattachées est de 71 et le nombre d'étudiants prétendument cotisants à celles-ci de 5 064 000. En fait on a rattaché les élèves du secondaires chinois, permettant de présenter un nombre d'étudiants de 3 500 000 au lieu des 200 000 inscrits dans les universités chinoises. Aucune autre organisation internationale étudiante ne pourra prospérer à l'ombre de ce mastodonte, tenu d'une main de fer mais en secret par l'Union soviétique. 
Beaucoup des organisations membres étaient non représentatives : 28 sur 46 selon une étude de 1954 . Sur les 18 pays authentiquement représentés 12 appartenaient au bloc communiste. 
Autant dire que la gestion de l'UIE sera constamment impulsée par les communistes et défendra à l'exclusion de toutes autres, les thèses de Staline, jusqu'à sa mort, qui lui vaudra de la part de l'UIE les éloges les plus outrés, sur le modèle délirant de toutes les organisations communistes du moment. Ensuite, elle sera indéfiniment la courroie de transmission de la politique définie au Kremlin jusqu'à l'effondrement de l'Union soviétique à la fin des années 1980.

## Quelques positions emblématiques de l'UIE jusqu'à la mort de Staline

### L'UIE et le coup de Prague
Lorsque les communistes s'emparent de la Tchécoslovaquie, en février 1948, les organisations étudiantes locales sont dissoutes et remplacées par des organisations communistes ou leur direction est purement et simplement évincée par des « comités d'action » communistes. Les universités sont épurées et de nombreux étudiants envoyés en prison.
Ces évènements concernent directement l'UIE qui a son siège à Prague et dont les dirigeants des mouvements étudiants tchécoslovaques, membres de l'UIE depuis l'origine, sont désormais en prison.
Le président de l'UIE, le communiste Grohman, se contente de les visiter en prison et de les exhorter « à avouer leur crime afin de se concilier l'indulgence populaire ».
Cette attitude abjecte est connue rapidement en Occident car plusieurs délégations occidentales d'étudiants qui envisagent de s'affilier à l'UIE sont à Prague. Jim Smith est le représentant de l'USNSA, US National Student Association auprès de l'UIE pour des pourparlers d'adhésion. Il rédige un rapport accablant pour l'UIE et Grohman. L'UNEF se retirera de l'UIE au congrès du Touquet (Pâques 49) après avoir entendu un témoignage émouvant et accablant d'un étudiant tchèque émigré.
À partir de cette date le caractère d'organisation soviétique de l'UIE n'est plus mis en doute.

### L'UIE et larupture Tito-Staline
La sécession titiste est vigoureusement condamnée par Staline. Le Kominform exclut la Yougoslavie. L'UIE s'aligne aussitôt. sur cette décision : ainsi la « section étudiante de la jeunesse populaire de Yougoslavie » (SEJPY) voit ses 5 membres délégués appréhendés et expulsés lors du conseil de l'UIE de Sofia en septembre 1949, sans réaction de la direction de l'UIE, et un vote lors d'une réunion à Londres en février 1950, clôt toute relation avec le SEJPY. Une brochure injurieuse est éditée en mars 1950 pour justifier ce choix. En août 1950, au mépris de la constitution de l'UIE son congrès confirmera l'exclusion des représentants yougoslaves.

### L'UIE et laguerre de Corée
L'UIE prend fait et cause pour les communistes coréens dont le représentant en uniforme au Congrès de Prague de 1950 est follement acclamé. En 1951 l'UIE édite une brochure stigmatisant la Corée du Sud et glorifiant les dirigeants communistes. On profite, selon l'habitude prise depuis l'avant guerre, de mélanger demi vérités et énormes mensonges. L'UIE prétend ainsi présenter des « preuves » que « l'impérialisme Yankee » mène une guerre bactériologique.

### L'UIE et le «mouvement de la paix»
L'UIE participe dès l'origine au congrès de la paix de Paris et lance un appel aux étudiants « partisans de la paix ». Grohman participe en personne à la réunion du comité permanent du congrès de la paix à Stockholm de mars 1950 qui lance le fameux appel de Stockholm.

### L'UIE et l'anticolonialisme
L'UIE fait de la décolonisation et du soutien « aux peuples opprimés » un de ses thèmes principaux. L'importance de ce thème est symbolisé par la nomination de Jacques Vergès, représentant la Réunion et non la France, à la tête de l'organisation pour deux ans lors du congrès de Prague de 1950. Jacques Vergès est alors dirigeant du Comité de liaison des étudiants anticolonialistes de Paris, une organisation communiste d'apparence neutre sur le modèle habituel de la propagande et de l'influence soviétique. « C’était un organe informel qui assurait, sans être fédéral pour autant, la liaison entre toutes les organisations représentatives des étudiants ressortissants de ce que l’on appelait encore « l’Empire colonial français ». On y trouvait, par exemple, l’Association des étudiants musulmans nord-africains, l’Association des étudiants d’origine malgache, la Fédération des étudiants d’Afrique noire en France, l’Association générale des étudiants ». La nomination de Vergès permettait d'aligner encore plus étroitement les mouvements anticolonialistes dans la mouvance soviétique, il démissionne en 1952.

### Le rôle décisif d'Alexandre Chélépine
Né en 1918 à Voronej, Alexandre Chélépine termine ses études à Moscou en 1935. Il devient alors un propagandiste au sein des mouvements étudiants soviétiques. Il est admis officiellement comme membre du Parti communiste en 1940 puis nommé en 1943 secrétaire du comité central du Komsomol. Il représente l'Union soviétique à partir de 1945 dans toutes les manifestations internationales d'étudiants ou de jeunesse inspirées par les communistes. 
Il est la cheville ouvrière de la création de l'UIE et en devient l'inamovible vice-président jusqu'à son entrée en 1952 au comité central du PCUS. Il est transféré à la FMJD, dont il devient vice-président en 1957 et le reste quand il devient directeur du KGB (1958-1961). Il est ensuite nommé secrétaire du Comité central du Parti (1961-1967), membre du Praesidium puis du politburo (1964-1975). Il préside le Conseil des syndicats de 1967 à 1975.
Cette carrière fulgurante est la preuve de l'importance portée par l'URSS à l'UIE dès sa constitution. C'est lui qui pilote les permanents du mouvement à Prague, une centaine de salariés communistes et assure les financements par l'Union soviétique, les cotisations ne pouvant couvrir les énormes dépenses du mouvement. J. Vergès sera directement sous son autorité. 
L'UIE sera sous sa férule une école des cadres communistes assurant la formation des « hauts fonctionnaires » de tous les PC étrangers. L'emprise de la police d'État soviétique sur l'UIE se prolonge ainsi dans tous les PC par l'intermédiaire des « anciens de l'UIE », en même temps que le KGB forme et infiltre par son intermédiaire de nombreux agents d'influence ou espions. Il n'est pas étonnant que Chelepine soit devenu plus tard chef du KGB : il en connaissait bien les rouages en Occident et le tiers monde.

## Déclin de l'organisation après la mort de Staline

### La scission du COSEC en 1953
Dans la foulée des changements politiques mondiaux de 1947 qui voit l'URSS et les États-Unis entamer leur guerre froide, avec l'apparition d'un « rideau de fer » à l'est de l'Europe, les grandes centrales communistes prétendument « neutres » mais dont l'alignement soviétique était devenu un secret de Polichinelle, comme l'UIE, durent faire face à de nombreuses tensions et scissions.
Les États-Unis ont retiré leur candidature après le coup de Prague. L'UNEF est parti en 1949. L'association étudiante britannique, le BNUS, fait de même après le Congrès de Liverpool le 11 novembre 1950, même si la décision définitive est prise en octobre 1952. Le Brésil et l'Indonésie quittent au même moment. Même si la tentative française de créer une union étudiante purement occidentale échoue, une Conférence internationale des étudiants nomme un secrétariat de coordination. Ce qu'on appellera désormais le Cosec est créé.

### La répression de Budapest en 1956 et les débuts d'autocritique
La répression brutale de la révolte des Hongrois à Budapest est une nouvelle épreuve pour l'UIE. Les étudiants hongrois, tous théoriquement affiliés à l'UIE, sont massacrés dans les combats et d'autres assassinés sélectivement par les agents soviétiques. Le 5 novembre 1956, l'association des organisations étudiantes allemandes se retirent de l'UIE. Le SYL, Union nationale des étudiants finlandais, suit peu après.
Le quatrième congrès de l'UIE de 1957 prend des mesures d'assouplissement de la ligne pro soviétique : elle se désaffilie du FMJD communiste ; elle supprime l'affiliation d'organisations non représentatives communistes; elle envoie des délégués au Cosec.
Ces autocritiques entraînent une modification de forme mais pas de fond de l'organisation qui reste fermement pro soviétique.

### À l'assaut de l'Amérique latine
L'anti colonialisme devient l'activité principale avec un renforcement en Amérique latine où de nombreux agents communistes prennent des positions dans les instances locales de l'UIE : Pedro Alvarez Ibarra au Venezuela, José Venagas Valdespino à Cuba, Oscar Zamora en Bolivie, Milton Reis au Brésil, Jorge Galarza Sanchez et Alvarés Paredes en Équateur, German Leyens au Chili.
On attire les jeunes par des voyages en Europe avec passage obligé par les démocraties populaires, les participations aux festivals et aux congrès. Une politique massive et très efficace de bourses pour des études de 4 à 8 ans est mise en place. Des milliers d'étudiants sont ainsi formés longuement aux disciplines marxistes. Ils formeront le cadre des mouvements « de gauche » sud américains et le noyau d'une intelligentsia marxiste tenace. Une politique de cadeaux est menée vis-à-vis des universités et d'infiltration du corps professoral. Peu à peu les organisations étudiantes d'Amérique latine rejoignent l'UIE. Le Cosec ne dispose pas des moyens illimités de l'UIE pour contrer l'infiltration soviétique en Amérique latine.

### La concurrence de la Chine
La scission apparue entre la Chine et l'URSS complique la situation de l'UIE. À partir de 1960 des milieux de gauche occidentaux et notamment en France prennent des positions « maoïstes » et anti staliniennes, qui se révèleront lors des évènements de mai 1968. C'est surtout en Afrique que les tensions entre Chine et Urss seront les plus vives. Au total l'action étudiante progressiste se trouve fragmentée et fonctionnera très mal en Afrique, même si de nombreuses organisations de jeunesse ont été largement infiltrées et que beaucoup de cadres des nouveaux états sont passés par Moscou dans le cadre de l'action de l'UIE. L'université russe de l'Amitié des peuples Patrice Emery Lumumba de Moscou symbolise cette action.

### Déclin puis survie difficile après la chute de l'URSS
L'UIE a perdu ses financements avec la chute de l'URSS et la disparition des Komsomols. Elle est considérée comme une organisation longtemps inféodée à l'URSS et au KGB. Son crédit est très faible. Son activité est désormais des plus limitées même si l'UIE conserve une accréditation auprès de l'UNESCO qui a longtemps soutenu son action en Afrique du temps de la splendeur de l'Union soviétique.